# Maria Chapdelaine (film, 1934)
Pour les articles homonymes, voir Maria Chapdelaine (homonymie).
Pour plus de détails, voir Fiche technique et Distribution.
Maria Chapdelaine est un film français de Julien Duvivier réalisé en 1934.

## Synopsis
Au Québec, François Paradis retrouve la civilisation après trois années passées dans la forêt. Maria Chapdelaine est de retour chez les siens, après un mois passé à la ville. François rencontre par hasard le père de Maria, puis celle-ci, pour laquelle il éprouve « du sentiment ». Paradis est heureux de retrouver la rude mais sympathique ambiance des villageois québécois. Les Chapdelaine font la veillée, en compagnie d'Eutrope Gagnon, voisin de la famille, autre soupirant de Maria, mais celle-ci pense à François.
Paradis repart pour la chasse aux fourrures. Lors d'une autre veillée, Maria rencontre Lorenzo Surprenant, un jeune homme de la ville qui se sent attiré par elle. Eutrope est dépité, et Maria encore plus troublée quand Paradis fait irruption à la même veillée. Plus tard, au cours d'une fête, Maria danse successivement avec ses trois soupirants. 
La vie s'écoule doucement, avec son lot de fêtes et de labeurs.

## Fiche technique
- Réalisation : Julien Duvivier, assisté de Robert Vernay
- Scénario : Julien Duvivier, d'après le roman éponyme de Louis Hémon
- Dialogues : Gabriel Boissy
- Producteur : Alex Nalpas et René Pignières
- Directeur de production : Maurice Juven, Léon Beytout
- Directeurs de la photographie : Jules Krüger, Marc Fossard, Georges Périnal et Armand Thirard
- Son : Jacques Carrère
- Musique : Jean Wiéner  (orchestre dirigé par Roger Désormière)
- Décors : Jacques Krauss
- Assistant réalisateur : Robert Vernay
- Montage : Claude Ibéria, Marthe Poncin
- Régie : Lucien Pinoteau
- Photographie de plateau : Maurice Pecqueux
- Société de production : SNC
- Format : Pellicule 35 mm, noir et blanc
- Tournage en extérieur dans la région du lac Mistassini au Québec
- Genre : drame
- Pays :  France
- Durée : 75 min
- Dates de sortie :
  - France - 14 décembre 1934
- Affiche : Georges Dastor (France)

## Distribution
- Madeleine Renaud : Maria Chapdelaine
- Jean Gabin : François Paradis, le trappeur
- Suzanne Desprès : Laura Chapdelaine
- Jean-Pierre Aumont : Lorenzo Surprenant
- Gaby Triquet : Alma-Rose Chapdelaine
- Maximilienne : Azelma Larouche
- André Bacqué : Samuel Chapdelaine
- Alexandre Rignault : Eutrope Gagnon, le bûcheron
- Robert Le Vigan : Tit-Sèbe, le rebouteux
- Daniel Mendaille : le curé
- Edmund van Daële : le docteur
- Thomy Bourdelle : Esdras Chapdelaine
- Fred Barry : Nazaire Larouche
- Emile Genevois : Tit-Bé Chapdelaine
- Pierre Laurel : Epraïm Surprenant
- Gustave Hamilton : le vieux français
- Julien Clément : le père Bédart
- Jacques Langevin : Edwige Légaré
- Max Monroy : le contremaître
- Acho Chakatouny : un trappeur
- Jean Daurand
- Teddy Michaud

## Autour du film
- Le tournage à Péribonka au Québec s'est déroulé du mois de juillet 1934.
- Pour Jacques Langevin outre ce film, on le retrouve au générique de L'Inconnue de Montréal en 1950 de Jean Devaivre.

## Récompenses et distinctions
- 1934 : Grand prix du cinéma français (année de création de ce prix).
- 1935 : mention spéciale à la Mostra de Venise.